# José Antônio Saraiva

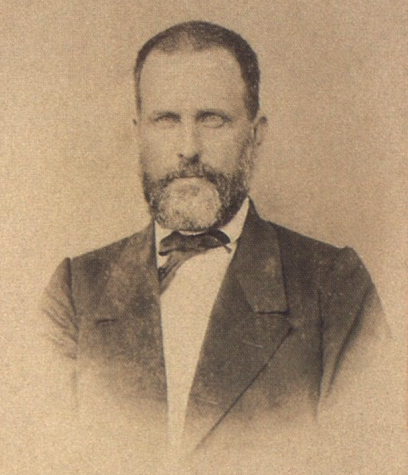
José Antônio Saraiva

José Antônio Saraiva (* 1. März 1823 in Santo Amaro, Bahia; † 21. Juli 1895 in São Salvador da Bahia, Bahia) war ein brasilianischer Politiker, der unter anderem Mitglied der Abgeordnetenkammer, zwischen 1869 und 1893 Mitglied des Senats des Kaiserreichs Brasilien sowie mehrmals Minister war. Er fungierte zwischen 1880 und 1882 sowie erneut 1885 als Premierminister Brasiliens.

## Leben
José Antônio Saraiva absolvierte ein Studium der Rechtswissenschaften an der Juristischen Fakultät von São Paulo, welches er mit einem Bacharel em Direito beendete. Im Anschluss war er als Landwirt, Rechtsanwalt und Stadtrichter tätig. Nachdem er als Deputado Provincial 1849 Mitglied der Legislativversammlung der Provinz Bahia war, wurde er 1850 als Nachfolger von Inácio Francisco Silveira da Mota Präsident der Provinz Piauí und verblieb in diesem Amt bis zu seiner Ablösung durch Simplício de Sousa Mendes 1853. Er selbst löste daraufhin 1853 Manuel Sobral Pinto als Präsident der Provinz Alagoas ab und bekleidete diesen Posten bis 1854, woraufhin Roberto Calheiros de Melo seine Nachfolge antrat. Im Anschluss war er als Nachfolger von Josino do Nascimento Silva von 1853 bis zu seiner Ablösung durch Antônio Roberto de Almeida 1855 Präsident der Provinz São Paulo. Er engagierte sich zunächst in der Liga Progressista und im Centro Liberal sowie später für die Liberale Partei (Partido Liberal).

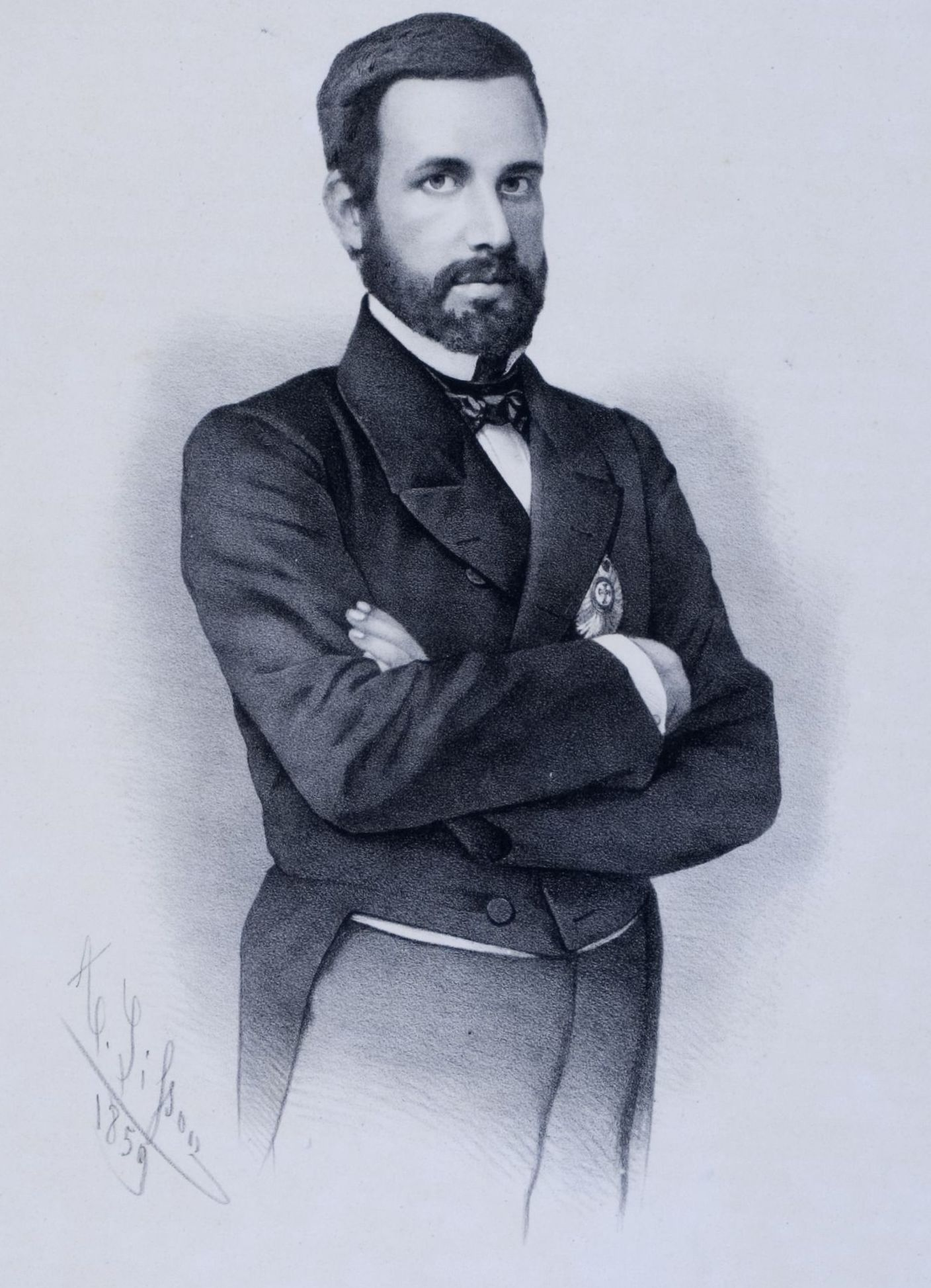
Saraiva (Lithografie von 1861).

1857 wurde Saraiva, der auch „Conselheiro Saraiva“ genannt wurde, für die Liberale Partei Deputado Geral Mitglied der Abgeordnetenkammer (Câmara dos Deputados do Brasil) und vertrat in dieser bis 1866 die Provinz Bahia. Im ersten Kabinett von Premierminister Luís Alves de Lima e Silva übernahm er zwischen dem 4. Mai 1857 und dem 12. Dezember 1858 das Amt als Marineminister (Ministro da Marinha) und fungierte zudem vom 1. Juli bis zum 12. September 1858 auch als Kriegsminister (Ministro da Guerra). 1859 war er für einige Zeit Vizepräsident der Abgeordnetenkammer. Zwischenzeitlich übernahm er als Nachfolger von Manuel Felizardo de Sousa e Melo 1859 das Amt als Präsident de Provinz Pernambuco und übergab dieses bereits kurz darauf 1859 an Luís Barbalho Moniz Fiúza. Im zweiten Kabinett von Premierminister Luís Alves de Lima e Silva war er zwischen vom 21. April bis zum 10. Juli 1861 Innenminister (Ministro dos Negócios do Império). Er tat sich vor allem durch die sogenannte „Saraiva-Mission“ am Rio da Prata 1864 hervor und wurde bekannt für das „Saraiva-Gesetz“ oder „Volkszählungsgesetz“ (Lei do Censo), das das Wahlsystem verbessern sollte. Im vierten Kabinett von Premierminister Pedro de Araújo Lima bekleidete er vom 12. Mai 1865 bis zum 3. August 1866 das Amt des Außenministers (Ministro das Relações Exteriores) und fungierte darüber hinaus zwischen dem 12. Mai und dem 27. Juni 1865 erneut als Marineminister.
Als Nachfolger von João Lins Vieira Cansação de Sinimbú wurde José Antônio Saraiva am 28. März 1880 erstmals Premierminister Brasiliens (Presidente do Conselho de Ministros) und bekleidete dieses bis zu seiner Ablösung durch Martinho Álvares da Silva Campos am 21. Januar 1882. In seinem Kabinett fungierte er zudem zwischen dem 28. März 1880 und dem 21. Januar 1882 als Finanzminister (Ministro da Fazenda) sowie vom 3. November 1881 bis zum 21. Januar 1882 auch als Landwirtschaftsminister (Ministro da Agricultura do Brasil) und als Transportminister (Ministro dos Transportes). Er leitete die Wahlreform von 1881, die zu Direktwahlen führte. Am 6. Mai 1885 löste er Manuel Pinto de Sousa Dantas und war daraufhin bis zu seiner Ablösung durch João Maurício Wanderley am 20. August 1885 zum zweiten Mal Premierminister des Kaiserreichs Brasilien. Zugleich war er vom 6. Mai bis zum 20. August 1885 in seinem Kabinett auch wieder Finanzminister. Während seiner Amtszeit wurde die Lei dos Sexagenários eingebracht, wonach Sklaven, die älter als 60 Jahre waren, in die Freiheit entlassen wurden.

## Veröffentlichungen
- Relatório apresentado à Assembléia Geral Legislativa na segunda sessão da 10ª legislatura pelo Ministro e Secretário de Estado dos Negócios da Marinha, Rio de Janeiro, 1858
- Proposta e relatório apresentados à Assembléia Geral Legislativa na terceira sessão da 17ª legislatura de 1880, Rio de Janeiro, 1880
- Proposta e relatório apresentados à Assembléia Geral Legislativa, na primeira sessão da 19ª legislatura pelo Ministro e Secretário dos Negócios da Fazenda, Rio de Janeiro, 1884
- Regulamento para o Conselho Naval - Decreto nº 2.208, de 22 de junho de 1858, Rio de Janeiro, 1858
- A correspondência e documentos oficiais, relativos à missão no Rio da Prata em 1864, Bahia, 1872
- Resposta que em vários artigos deu ao sr. dr. Vasques Sagastume, enviado extraordinário e Ministro plenipotenciário do Estado Oriental junto ao govenro do Brasil sobre os prolegômenos históricos da Guerra do Paraguai, Bahia, 1894
- O Conselheiro Saraiva teve parte no livro „Manifesto e programa“ do centro liberal com os artigos do Diário da Bahia que os recomendou, cartas dos conselheiros Saraiva e Nabuco, Moção política da Assembléia Provincial da Bahia e discussão do Senado e Câmara dos Deputados, por ocasião da retirada do gabinete de 3 de agosto e subida do de 16 de julho (Reformas), Bahia, 1869

## Hintergrundliteratur
- A Cambial RJ, J. Konfino, 3 Bände, 1947
- Direito Cambial Brasileiro Estudo teórico-prático, Bahia, 1905–1908
- José Antonio Saraiva (Conselheiro Saraiva). Discursos Parlamentares Brasília Câmara Dos Deputados, 1978
- Discuros parlamentare, Brasília, 1978